# 科勒錫厄姆崖
科勒錫厄姆崖（英語：Colosseum Cliff），位於南緯77°36'，東經161°27′E，是南極洲的山崖，位於維多利亞地，屬於阿斯加德山脈的一部分。科勒錫厄姆崖位於塞克斯冰川（Sykes Glacier）和普萊恩山（Plane Table）的白雲岩之間。它由新西蘭南極名稱諮詢委員會命名，現時由南極條約體系管理。